# Zoquitlán
Zoquitlán är en kommun i Mexiko.   Den ligger i delstaten Puebla, i den sydöstra delen av landet, 250 km sydost om huvudstaden Mexico City.
Följande samhällen finns i Zoquitlán:
- Cacaloc
- Ízhuapa
- Coyolapa
- Zoquitlanzacualco
- Trancas
- Tepepa de Zaragoza
- Xicala
- Xocotla
- Dos Caminos
- Íxcatl
- Ocotempa
- Quetzaltotoc
- Tecolotleapa
- Pozotitla
- Atola
- Quiaptepec
- Atlantiopa
- Chalchico
- Chiltepec
- Cuafximaloya
- Cuapnepantla
- Tepeyacac
- Atzompa
- Totlala
- Tepepan Bandera
- Xaltepec
- Xoloxtepec
- Ocotlamanic
- Cruztitla
- Cotzinga
- Loma Itzmicapa
- Cobictic
- Metzontla
- Equimititla